# Червяк (остров)
Червя́к — остров архипелага Северная Земля. Административно относится к Таймырскому Долгано-Ненецкому району Красноярского края.

## Расположение
Находится в западной части островов Демьяна Бедного, на расстоянии почти 11 километров к северо-западу от острова Комсомолец. В 800 метрах к северу расположен остров Утёнок, а в 1,1 километре к северо-западу — остров Северный, эти три острова связаны между собой песчаной отмелью.

## Описание
Имеет вытянутую с запада на восток форму длиной 750 метров и шириной до 250 метров. Название острова связано с его длинной узкой формой. Возвышенностей не имеет, со всех сторон, кроме южной, окружён отмелью.

## Топографические карты
- Лист карты U-46-XXVIII,XXIX,XXX м. Молотова (Северная Земля). Масштаб: 1 : 200 000. Состояние местности на 1956 год.